# Konnevesi
Konnevesi är en kommun i landskapet Mellersta Finland. Kommunen gränsar mot Laukas i sydväst, Äänekoski i väster, Vesanto i norr, Rautalampi i öster och Hankasalmi i söder . Konnevesi har cirka 2 586 invånare och är enspråkigt finskt. Konnevesi har en yta på 680,85 km², varav landarealen är 512,96 km².
Konnevesi har fått sitt namn av ganska stor Konnevesi-sjön, som ligger mellan Konnevesi och Rautalampi. Det finns Södra Konnevesi nationalpark i sjöområdet.

## Historia
Konnevesi församling grundades år 1919. Utbrytningen ur församlingen i Rautalampi slutfördes år 1921. Konnevesi kyrka, som ritades av arkitekten I. Launis, togs i bruk år 1922. Samma år grundades själva kommunen genom en delning av modersocknen Rautalampi.
President Urho Kekkonen besökte regelbundet åren 1964–1981 fiskeplatsen vid forsen Siikakoski. År 1990 reste kommunen vid nämnda fors en minnesplatta å Kekkonens minne (se bilden Konnevesi – Kekkosen kalapaikka).

## Politik

### Mandatfördelning i Konnevesi kommun, valen 1976–2021
| 3 | 5 | 1 | 1 | 8 | 1 | 1 | 1 |

| 3 | 5 | 1 | 8 | 1 | 1 | 2 |

| 3 | 4 | 2 | 8 | 1 | 3 |

| 2 | 4 | 2 | 10 | 1 | 2 |

| 3 | 5 | 2 | 9 | 1 | 1 |

| 2 | 4 | 1 | 11 | 3 |

| 2 | 6 | 12 | 1 |

| 2 | 5 | 12 | 1 | 1 |

| 10 | 11 |

| 3 | 4 | 12 | 1 | 1 |

| 12 | 9 |

| 2 | 3 | 2 | 12 | 1 | 1 |

| 15 | 6 |

| 1 | 4 | 1 | 13 | 1 | 1 |

| 14 | 7 |

| 1 | 3 | 1 | 9 | 1 | 2 |

| 9 | 8 |

## Demografi

### Befolkningsutveckling
| Befolkningsutvecklingen i Konnevesi kommun 1975–2020                                                         | Befolkningsutvecklingen i Konnevesi kommun 1975–2020 | Befolkningsutvecklingen i Konnevesi kommun 1975–2020 | Befolkningsutvecklingen i Konnevesi kommun 1975–2020 | Befolkningsutvecklingen i Konnevesi kommun 1975–2020 |
| --- | ---------------------------------------------------- | ---------------------------------------------------- | ---------------------------------------------------- | ---------------------------------------------------- |
| |                                                      |                                                      |                                                      |                                                      |
| År |                                                      |                                                      | Folkmängd                                            |                                                      |
| 1975 | 1975                                                 |                                                      | 3 822                                                |                                                      |
| 1980 | 1980                                                 |                                                      | 3 541                                                |                                                      |
| 1985 | 1985                                                 |                                                      | 3 484                                                |                                                      |
| 1990 | 1990                                                 |                                                      | 3 435                                                |                                                      |
| 1995 | 1995                                                 |                                                      | 3 388                                                |                                                      |
| 2000 | 2000                                                 |                                                      | 3 217                                                |                                                      |
| 2005 | 2005                                                 |                                                      | 3 099                                                |                                                      |
| 2010 | 2010                                                 |                                                      | 2 963                                                |                                                      |
| 2015 | 2015                                                 |                                                      | 2 757                                                |                                                      |
| 2020 | 2020                                                 |                                                      | 2 593                                                |                                                      |
| Anm: Uppgifterna avser förhållandena den 31 december nämnda år enligt områdesindelningen den 1 januari 2022. |                                                      |                                                      |                                                      |                                                      |

### Språk
Befolkningen efter språk (modersmål) den 31 december 2022. Finska, svenska och samiska räknas som inhemska språk då de har officiell status i landet. Resten av språken räknas som främmande. För språk med färre än 10 talare är siffran dold av Statistikcentralen på grund av sekretesskäl.
| Språk                        | Talare 2022-12-31 | Talare 2022-12-31 |
| Språk                        | Antal             | Andel (%)         |
| ---------------------------- | ----------------- | ----------------- |
| Hela befolkningen            | 2 521             | 100,0             |
| Finska                       | 2 491             | 98,8              |
| Inhemska språk totalt        | 2 491             | 98,8              |
| Svenska                      | 0                 | 0,0               |
| Främmande språk totalt       | 30                | 1,2               |
| Estniska                     | 10                | 0,4               |
| Språk med färre än 10 talare | 20                | 0,8               |

|  | Finska (98,8 %) |

|  | Svenska (0,0 %) |

|  | Främmande språk (1,2 %) |

|  | Finska (98,8 %) |

|  | Svenska (0,0 %) |

|  | Främmande språk (1,2 %) |

## Kultur

### Kommunvapnet
Kommunvapnet ritades av heraldikern Gustaf von Numers. Det togs i bruk år 1964. Blasonering: i den röda skölden en timmersax i silver.

## Bilder

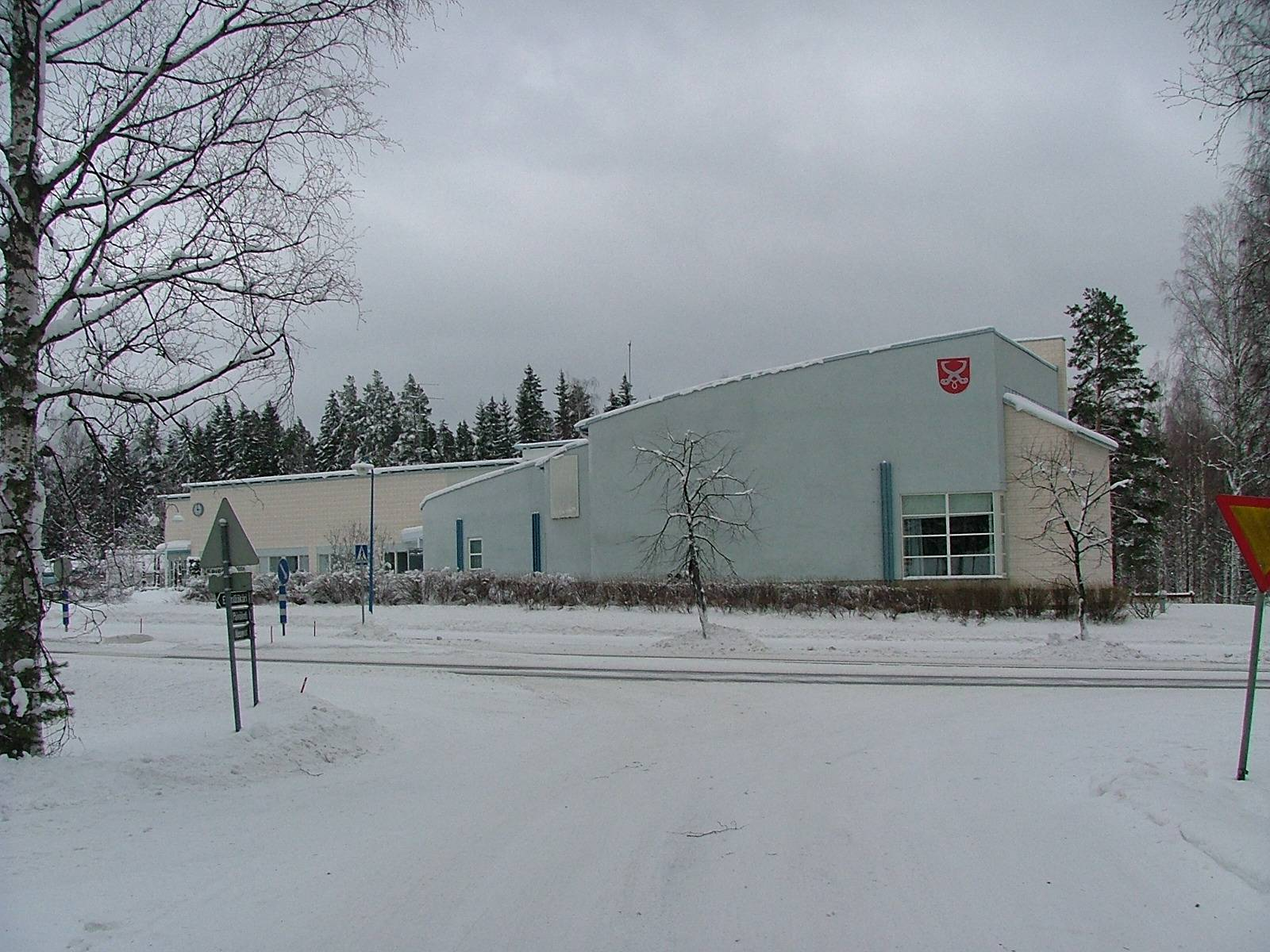
Kommunhuset
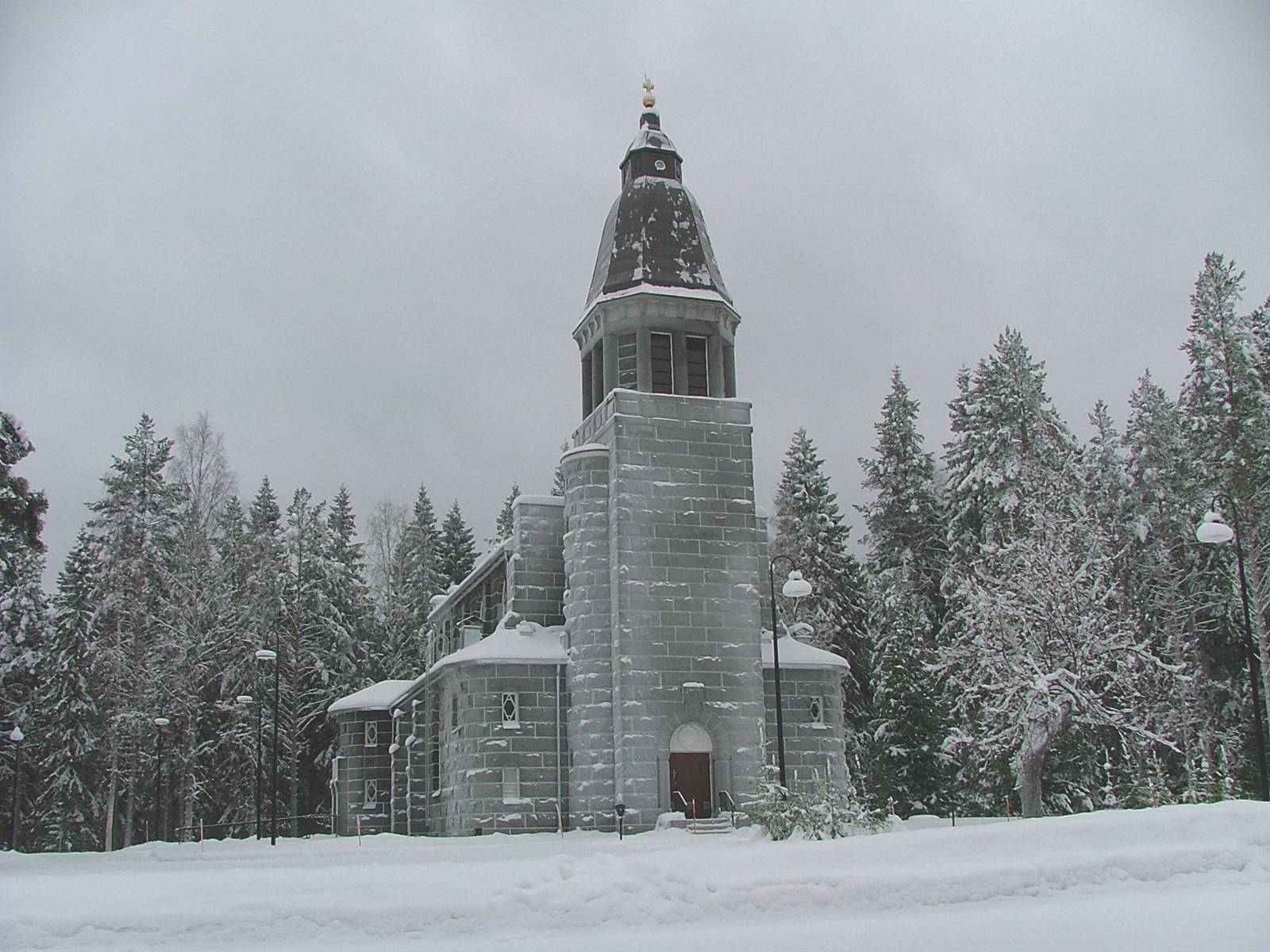
Kyrkan
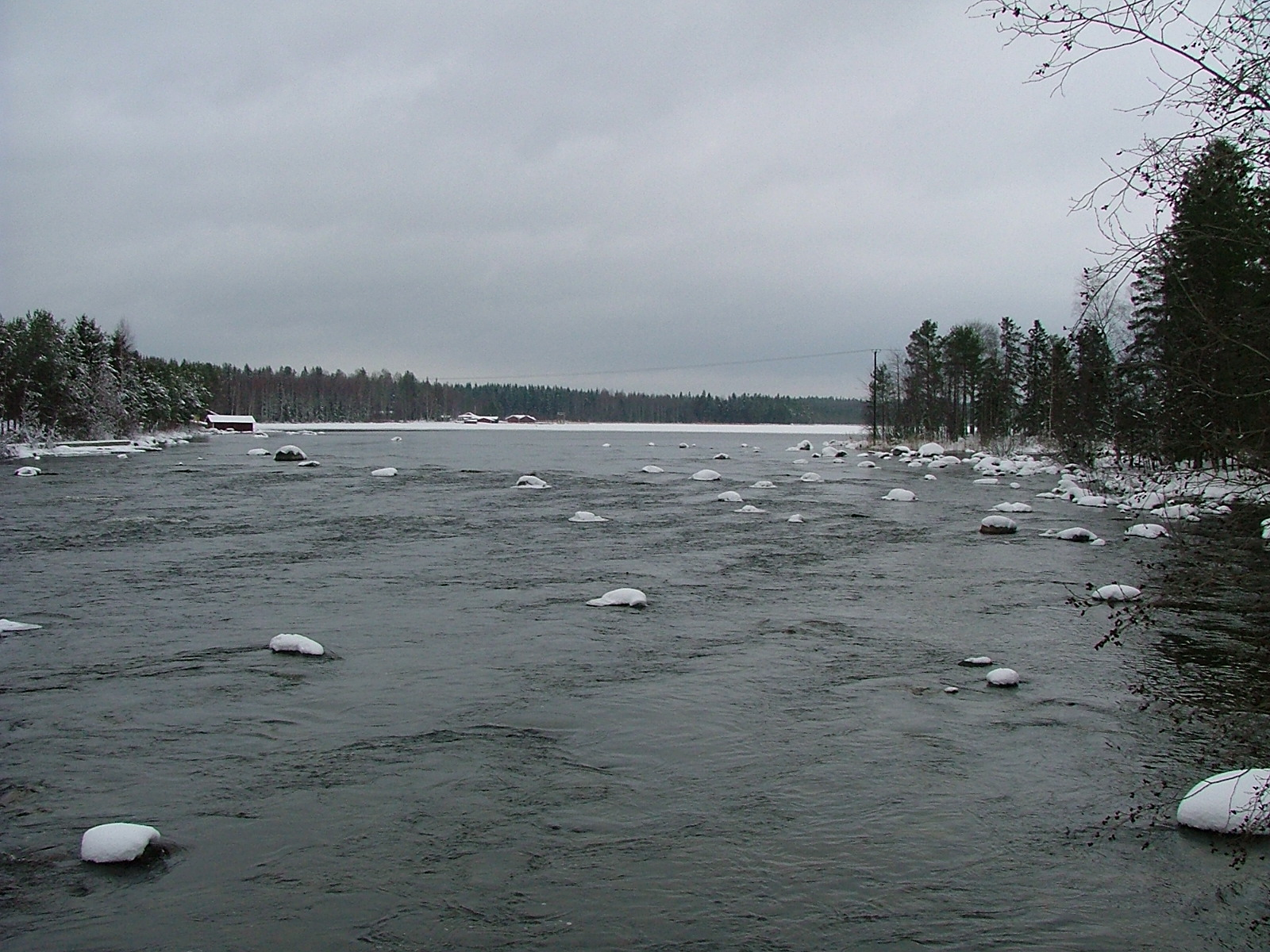
Forsen Siikakoski en februaridag 2007
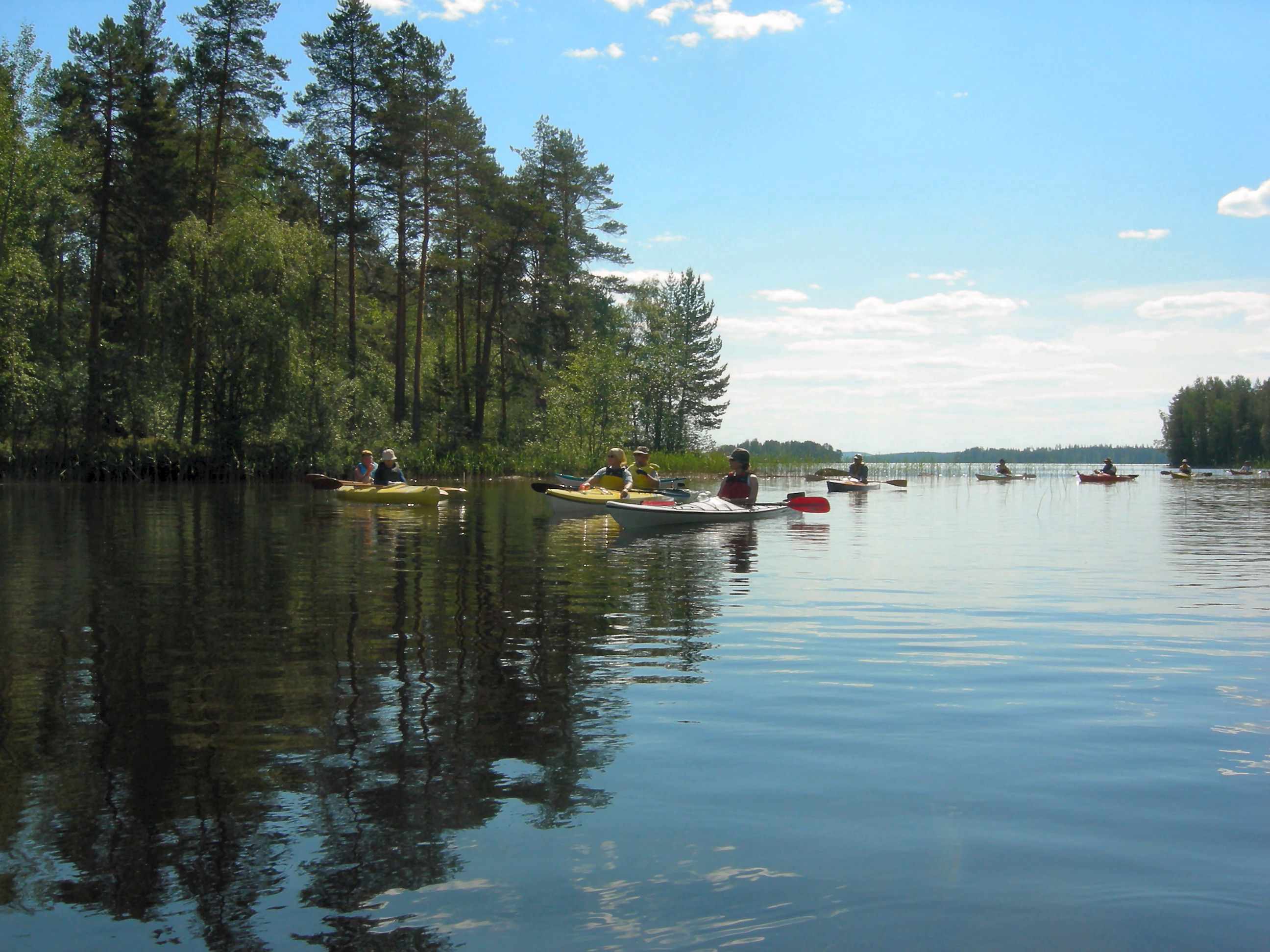
Paddling i Konnevesi-sjön 2009
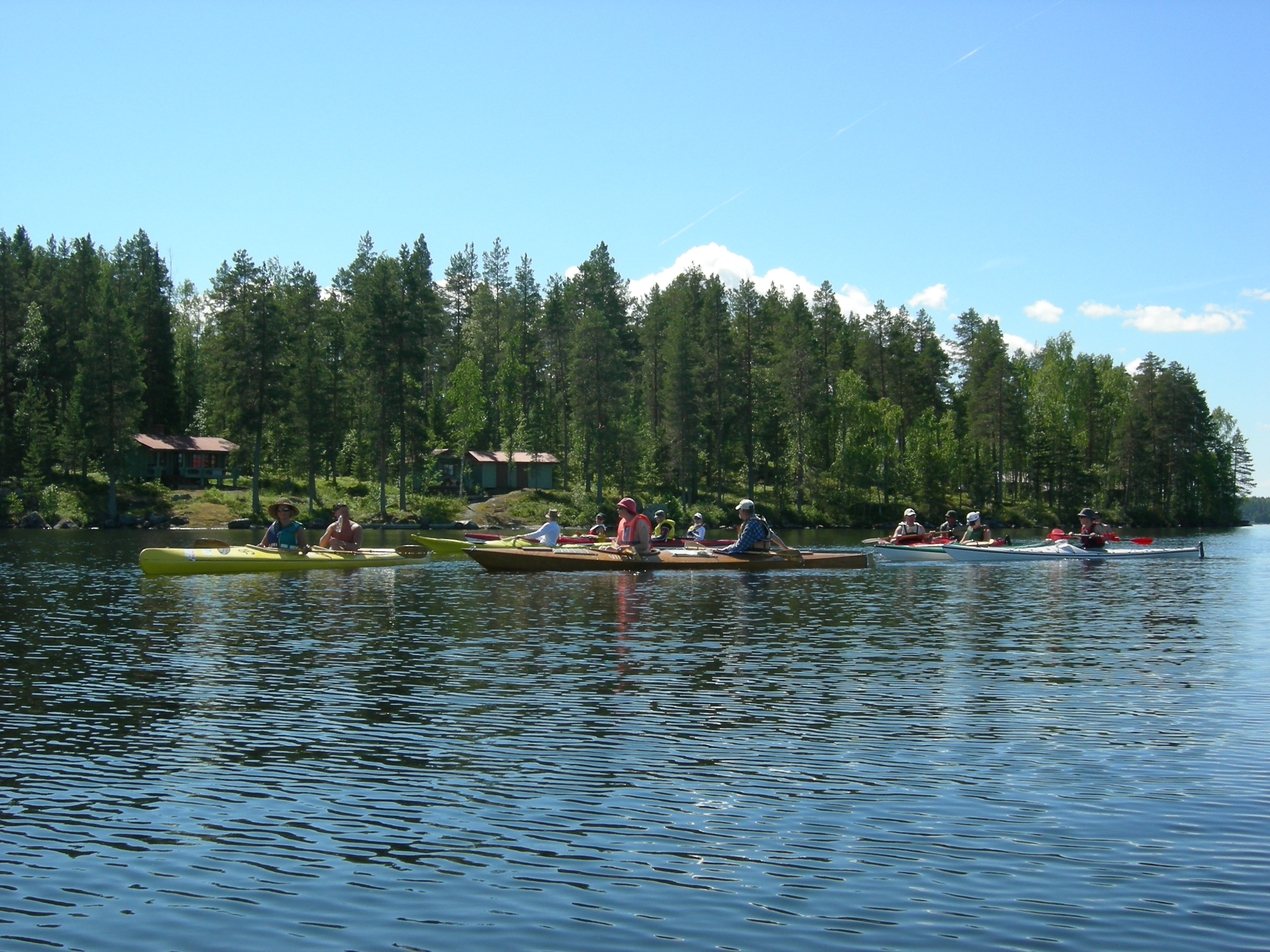
Holmar i Konnevesi-sjön 2010